# Jorge Márquez Gómez
Jorge Luis Márquez Gómez, también conocido como Anelka, (nacido en Maracay, Estado Aragua el 25 de junio de 1988) es un futbolista profesional venezolano. Se desempeña en el terreno de juego como mediocampista ofensivo y su actual equipo es el Club Barcelona Atlético de la Liga Dominicana de Fútbol.

## Trayectoria
Sus inicios y motivación por el fútbol nacen en la Academia San José y en la escuela San Jacinto, allí se empezaba a formar Jorge Anelka Márquez. Tras su comienzo en estas pequeñas escuelas, Jorge llega a la UCV FC, donde participa en las categorías sub-17; luego se integra al Aragua FC donde participa en la categoría sub-20 y logra dar el salto a nivel profesional. Su debut en la primera división llega a sus 18 años de la mano del profesor Manolo Contreras con el Aragua FC enfrentándose a El Vigía FC en donde conseguía la victoria 2 goles por 1 en el Estadio Olímpico Hermanos Ghersi Páez de Maracay. En 2007 es campeón de Copa Venezuela con el Aragua FC con tan solo 18 años de edad. Luego en su paso por el Carabobo FC en ese entonces el club se encontraba en la segunda división del fútbol profesional venezolano, Jorge Marquez logra el ascenso a la primera división con el club. Cabe destacar que Jorge Marquez estuvo en la convocatoria del Aragua FC para la Copa Sudamericana 2008 en los dos partidos disputados de la primera fase vs las Chivas de Guadalajara, fase en la cual el Aragua FC quedaría fuera del torneo en un marcador global de 3-2 a favor de las Chivas.

## Clubes
| Club                     | País                 | Año              |
| ------------------------ | -------------------- | ---------------- |
| Aragua FC                | Venezuela            | 2007 - 2009      |
| Arroceros de Calabozo FC | Venezuela            | 2010 - 2011      |
| Unión Atlético Aragua    | Venezuela            | 2011 - 2012      |
| Carabobo FC              | Venezuela            | 2012 - 2013      |
| Zulia FC                 | Venezuela            | 2013 - 2014      |
| Ortiz Fútbol Club        | Venezuela            | 2014 - 2015      |
| Atlántico FC             | República Dominicana | 2015 - 2016      |
| Bauger FC                | República Dominicana | 2016-2017        |
| Gran Valencia FC         | Venezuela            | 2017-Media Temp. |
| Club Barcelona Atlético  | República Dominicana | 2017-presente    |

## Competiciones
| Competición                   | PJ  | Goles |
| ----------------------------- | --- | ----- |
| Primera División de Venezuela | 57  | 13    |
| Segunda División de Venezuela | 78  | 35    |
| Liga Dominicana de Fútbol     | 26  | 9     |
| Copa Libertadores             | 0   | 0     |
| Copa Pre Libertadores         | 0   | 0     |
| Copa Sudamericana             | 2   | 0     |
| Selección Nacional            | 0   | 0     |
| Total de Carrera              | 161 | 45    |

## Palmarés
- Copa Venezuela 2007 - Campeón